# Saison 2002 von Super 12
Die Saison 2002 war die siebte Ausgabe von Super 12, einem Rugby-Union-Wettbewerb mit zwölf Franchise-Mannschaften aus Australien, Neuseeland und Südafrika.
Es wurden insgesamt 69 Spiele ausgetragen, wobei jede Mannschaft eine Round Robin gegen die elf anderen Mannschaften austrug. Es folgten zwei Halbfinalspiele und schließlich das Finale. Meister wurden zum vierten Mal die Crusaders aus der neuseeländischen Stadt Christchurch.

## Ergebnisse

### Tabelle
M = Amtierender Meister
|     | Team            | Spiele | Siege | Unent. | Ndlg. | Spiel- punkte | Diff. | Bonus- punkte | Tabellen- punkte |
| --- | --------------- | ------ | ----- | ------ | ----- | ------------- | ----- | ------------- | ---------------- |
| 01. | Crusaders       | 11     | 11    | 0      | 0     | 469:264       | + 205 | 7             | 51               |
| 02. | NSW Waratahs    | 11     | 8     | 0      | 3     | 337:284       | + 53  | 7             | 39               |
| 03. | Brumbies (M)    | 11     | 7     | 0      | 4     | 374:230       | + 144 | 10            | 38               |
| 04. | Highlanders     | 11     | 8     | 0      | 3     | 329:207       | + 122 | 6             | 38               |
| 05. | Queensland Reds | 11     | 7     | 0      | 4     | 336:287       | + 49  | 6             | 34               |
| 06. | Blues           | 11     | 6     | 0      | 5     | 318:249       | + 69  | 5             | 29               |
| 07. | Stormers        | 11     | 5     | 0      | 6     | 310:314       | − 4   | 7             | 27               |
| 08. | Chiefs          | 11     | 4     | 0      | 7     | 323:341       | − 18  | 8             | 24               |
| 09. | Hurricanes      | 11     | 5     | 0      | 6     | 232:317       | − 85  | 3             | 23               |
| 10. | Sharks          | 11     | 4     | 0      | 7     | 221:309       | − 88  | 4             | 20               |
| 11. | Cats            | 11     | 1     | 0      | 10    | 228:407       | − 179 | 2             | 6                |
| 12. | Bulls           | 11     | 0     | 0      | 11    | 232:500       | − 268 | 4             | 4                |

Die Punkte werden wie folgt verteilt:
- 4 Punkte bei einem Sieg
- 2 Punkte bei einem Unentschieden
- 0 Punkte bei einer Niederlage (vor möglichen Bonuspunkten)
- 1 Bonuspunkt für vier oder mehr Versuche, unabhängig vom Endstand
- 1 Bonuspunkt bei einer Niederlage mit weniger als sieben Punkten Unterschied

### Halbfinale
| 18. Mai 2002 | Crusaders | 34 : 23        | Highlanders                                                             | Jade Stadium, Christchurch Schiedsrichter: Stuart Dickinson (Australien) |
| 18. Mai 2002 | Versuche: McCaw, Robinson (2) Erhöhungen: Mehrtens (2) Straftritte: Mehrtens (3) Dropgoals: Mehrtens (1), Mauger (1) | (18:6) Bericht | Versuche: Walker, Wilson Erhöhungen: Walker (2) Straftritte: Walker (3) | Jade Stadium, Christchurch Schiedsrichter: Stuart Dickinson (Australien) |

| 18. Mai 2002 | NSW Waratahs                                                      | 10 : 51        | Brumbies | Aussie Stadium, Sydney Schiedsrichter: Paddy O’Brien (Neuseeland) |
| 18. Mai 2002 | Versuche: Staniforth Erhöhungen: Burke (1) Straftritte: Burke (1) | (3:10) Bericht | Versuche: Bond (2), Finegan, Harrison (1), Howard, Jeremy Paul Erhöhungen: Huxley (5), Mortlock (1) Straftritte: Huxley (2), Walker (1) | Aussie Stadium, Sydney Schiedsrichter: Paddy O’Brien (Neuseeland) |

### Finale
| 25. Mai 2002 | Crusaders                                                                                                | 31 : 13        | Brumbies                                                        | Jade Stadium, Christchurch Schiedsrichter: André Watson (Südafrika) |
| 25. Mai 2002 | Versuche: Ralph (2), Vunibaka Erhöhungen: Mehrtens (2) Straftritte: Mehrtens (3) Dropgoals: Mehrtens (1) | (11:3) Bericht | Versuche: Walker Erhöhungen: Walker (1) Straftritte: Walker (2) | Jade Stadium, Christchurch Schiedsrichter: André Watson (Südafrika) |

| 15                 | Leon MacDonald    |
| 14                 | Marika Vunibaka   |
| 13                 | Mark Robinson     |
| 12                 | Aaron Mauger      |
| 11                 | Caleb Ralph       |
| 10                 | Andrew Mehrtens   |
| 09                 | Justin Marshall   |
| 08                 | Scott Robertson   |
| 07                 | Richie McCaw      |
| 06                 | Reuben Thorne (c) |
| 05                 | Norm Maxwell      |
| 04                 | Chris Jack        |
| 03                 | Greg Somerville   |
| 02                 | Mark Hammett      |
| 01                 | Greg Feek         |
| Auswechselspieler: |                   |
| 16                 | Corey Flynn       |
| 17                 | Dave Hewett       |
| 18                 | Sam Broomhall     |
| 19                 | Johnny Leo’o      |
| 20                 | Ben Hurst         |
| 21                 | Daryl Gibson      |
| 22                 | Ben Blair         |

| 15                 | Mark Bartholomeusz |
| 14                 | Graeme Bond        |
| 13                 | Stirling Mortlock  |
| 12                 | Patrick Howard     |
| 11                 | Andrew Walker      |
| 10                 | Stephen Larkham    |
| 09                 | George Gregan (c)  |
| 08                 | Scott Fava         |
| 07                 | George Smith       |
| 06                 | Owen Finegan       |
| 05                 | Dan Vickerman      |
| 04                 | Justin Harrison    |
| 03                 | Ben Darwin         |
| 02                 | Jeremy Paul        |
| 01                 | Bill Young         |
| Auswechselspieler: |                    |
| 16                 | Damian Flynn       |
| 17                 | Angus Scott        |
| 18                 | David Pusey        |
| 19                 | Peter Ryan         |
| 20                 | Travis Hall        |
| 21                 | Joel Wilson        |
| 22                 | Julian Huxley      |

## Statistik

### Meiste erzielte Versuche
|    | Spieler        | Team            | Versuche |
| -- | -------------- | --------------- | -------- |
| 1. | Roger Randle   | Chiefs          | 12       |
| 2. | Pieter Rossouw | Stormers        | 11       |
| 3. | Chris Latham   | Queensland Reds | 10       |
| 3. | Doug Howlett   | Blues           | 10       |
| 3. | Caleb Ralph    | Crusaders       | 10       |

### Meiste erzielte Punkte
|    | Spieler           | Team            | Punkte |
| -- | ----------------- | --------------- | ------ |
| 1. | Andrew Mehrtens   | Crusaders       | 182    |
| 2. | Elton Flatley     | Queensland Reds | 148    |
| 3. | Matt Burke        | NSW Waratahs    | 146    |
| 4. | Tony Brown        | Highlanders     | 141    |
| 5. | Stirling Mortlock | Brumbies        | 123    |